# Geilsdorf
Geilsdorf è una frazione del comune tedesco di Weischlitz.